# 2-甲基呋喃
2-甲基呋喃是一种可燃、不溶于水的液体。它有巧克力的气味，天然存在于香桃木属和薰衣草中。
它是香料和提取物制造商协会公认安全的调味物质，也有潜力用于替代燃料。

## 生产
2-甲基呋喃是一种商品（化学中间体），通常通过糠醛醇的催化氢解或是通过气相中糠醛的氢化-氢解制造。